# ووندرر
ووندرر (بالإنجليزية: Wiwonderer)‏ حيوانات من الحجارة تأكل الموجودات البشرية، في الأساطير الاسترالية، ويمكن تدميرها لو أنها طعنت بالحربة في عينها أو فمها.